# JIS X 0208

그림으로 나타낸 JIS X 0208 문자 집합의 구조

JIS X 0208은 일본 산업 규격으로 지정된 일본어 문자 집합으로, 정식 명칭은 "7비트 및 8비트의 2바이트 정보 교환용 부호화 한자 집합"(일본어: 7ビット及び8ビットの2バイト情報交換用符号化漢字集合)이며 옛 이름은 JIS C 6226이다. 1978년에 처음으로 제정되었으며 1997년에 개정된 JIS X 0208:1997이 최신이다. JIS X 0208은 히라가나, 가타카나, 한자 등을 담고 있으며, 일본에서 가장 많이 쓰이는 기본적인 문자 집합이다.
JIS X 0208은 한·중·일 문자 집합들 중 처음으로 만들어진 2바이트 문자 집합이며, 따라서 나중에 만들어진 KS X 1001과 GB 2312 같은 다른 문자 집합들에 큰 영향을 주었다. 예를 들어 이들 문자 집합들은 행 단위로 같은 종류의 문자들을 배치하고 있으며, 사용하는 특수 문자들과 그 배치가 유사하다.
JIS X 0208 기반의 문자 인코딩으로 Shift_JIS, CP932, EUC-JP 등이 있다.

## 구성
JIS X 0208은 94×94 문자 집합이며, 각 행들은 다음과 같이 구성되어 있다.
- 0x21 ~ 0x28: 한자가 아닌 문자들 (문장 부호, 그림 문자, 히라가나, 가타카나, 그리스 문자, 키릴 문자 등)
- 0x30 ~ 0x4F: 제1수준 한자 영역 (발음 순서대로, 가장 많이 사용되는 2965자를 추림)
- 0x50 ~ 0x74: 제2수준 한자 영역 (발음 순서대로, 그 다음 많이 사용되는 3390자를 추림)

본래 JIS X 0208에는 사용자 정의 영역이 없지만, 몇몇 구현들은 이를 무시하고 0x75행 이후의 빈 영역을 확장해서 사용하기도 한다. 예를 들어 CP932에서는 행 0x79부터 0x7C까지에 일부 문자를 더 추가해서 쓴다.
JIS X 0208에 수록된 한자 중 20여 자는 실제로 사용되지 않는 문자로 일명 ‘유령 문자(幽霊文字)’라 불린다. 이는 표준을 제정할 때 한자의 명확한 출처를 밝히지 않아서 잘못된 획이 추가되거나 한자의 의미가 잘못 쓰이는 등 일부 오류가 제대로 고쳐지지 않았기 때문에 생긴 것으로, 이후에 나온 표준들은 이런 문제를 피하기 위해 한자의 명확한 출처를 밝히게 되었다.

## 같이 보기
- JIS X 0201 - JIS X 0208과 함께 사용되는 로마 문자 및 가타카나 집합
- JIS X 0212 - JIS X 0208의 보조 문자 집합
- JIS X 0213 - JIS X 0208과 JIS X 0212를 확장한 보조 문자 집합